# يوليوس فلايشمان
يوليوس فلايشمان هو سياسي أمريكي، ولد في 8 يونيو 1871 في سينسيناتي في الولايات المتحدة، وتوفي في 5 فبراير 1925 في ميامي في الولايات المتحدة. نشط حزبياً في الحزب الجمهوري. وقد انتخب عمدة سينسيناتي، أوهايو ‏ (1900 – 1905).